# Jaromír Glac
Jaromír Glac (* 15. října 1955) byl český a československý disident, signatář Charty 77, po sametové revoluci politik, poslanec Sněmovny národů Federálního shromáždění za Občanské fórum, odešel z politiky v roce 1990 po odhalení, že byl agentem Státní bezpečnosti.

## Biografie
V létě roku 1977 podepsal Chartu 77. Poté, co zbylí dva ostravští signatáři Charty odešli do exilu, byl Glac po jistou dobu jediným chartistou v tomto regionu. Bylo mu tehdy přes 20 let a byl pod trvalým dohledem Státní bezpečnosti. V 80. letech patřil mezi nejznámější ostravské disidenty. Měl informace o nezávislé scéně a kontakty na polské kanály pro šíření samizdatu. Byl v koordinačním výboru Hnutí za občanskou svobodu. Na rok 1990 se plánovalo, že se stane mluvčím Charty 77.
Profesně je k roku 1989 uváděn jako elektrikář podniku Nová huť Klementa Gottwalda Ostrava, bytem Ostrava.
V listopadu 1989 patřil mezi hlavní postavy Občanského fóra v Ostravě. V prosinci 1989 zasedl v rámci procesu kooptací do Federálního shromáždění po sametové revoluci do české části Sněmovny národů (volební obvod č. 63 – Ostrava II, Severomoravský kraj) jako bezpartijní poslanec, respektive poslanec za Občanské fórum. Ve Federálním shromáždění setrval do voleb roku 1990.
V únoru 1990 ovšem Úřad pro ochranu ústavy a demokracie zjistil, že v seznamech agentů Státní bezpečnosti je uveden jistý Jaromír Glagoš. Podle zápisu ovšem bylo zřejmé, že příjmení bylo dodatečně upravováno přidáním oš a změnou písmena c na g. Shodovalo se rodné číslo a Jaromír Glac se doznal, že spolupráci s StB udržoval (krycí jméno JIRKA). Vzdal se mandátu a odešel z politiky. Tvrdil ovšem, že nikoho neudal a že působil jako dvojitý agent.